# There You Go
«There You Go»  (укр. Ось бачиш!) — пісня американської авторки та виконавиці Pink для її дебютного студійного альбому Can't Take Me Home (2000). Трек був написаний Пінк у співавторстві з Кевіном «She'kspere» Бріггсом і Кенді Беррусс і спродюсований Бріггсом, а Беррусс також продюсував вокал. Пісня розповідає про стосунки, які героїня розірвала, але колишній хлопець хоче її повернути.
«There You Go» була випущена як перший сингл з Can't Take Me Home 18 січня 2000 року на лейблах LaFace Records і Arista Records і отримала схвалення критиків. Композиція досягла сьомого місця в американському хіт-параді Billboard Hot 100, а в Австралії та Великобританії досягла другого та шостого місць відповідно. Сингл був сертифікований золотим Асоціацією звукозаписної індустрії Америки (RIAA), продавши 600 000 копій у Сполучених Штатах.

## Відеокліп
Музичний кліп на «There You Go» був знятий Дейвом Мейерсом і дебютував на каналі The Box наприкінці листопада 1999 року. У відео колишній хлопець Пінк Майкі телефонує їй і просить підвезти, і вона неохоче погоджується підвезти його. Вона сідає на мотоцикл і їде на верх паркувальної споруди з видом на його квартиру, куди вона кличе його. Потім вона прискорює свій мотоцикл, стрибає з нього в останню секунду та спостерігає, як він злітає з будівлі та врізається у вікно його квартири, а потім вибухає полум'ям, спалюючи крісло та PlayStation, на якій Майкі грав раніше у відеогру. Потім Пінк стрибає в машину, якою керує новий хлопець, показуючи Майкі середній палець, коли вони їдуть. У Entertainment Weekly описали відео так: «У відео на „There You Go“ — її грандіозний сингл — роздратовані рожеві виродки, які змушують мотоцикл врізатися в чудовий холостяцький майданчик Флойда».
У 2019 році Пінк зізналася, що під час зйомок відео була під впливом марихуани, аж до того, що вона не могла тримати очі відкритими, пояснивши: "Дейв Мейерс постійно підходив до мене і казав: «Чи можеш ти не курити блант перед зйомками?» Я сказала: «Що ти маєш на увазі?». Він сказав: «Я справді хочу, щоб ти могла відкрити очі».

## Трекліст та формати
| - US and European CD single 1. «There You Go» (album version) — 3:26 2. «There You Go» (instrumental) — 3:36 - Canadian and Australian CD single, European maxi-CD single 1. «There You Go» (album version) — 3:26 2. «There You Go» (Hani Num club) — 8:27 3. «There You Go» (Hani radio edit) — 3:33 4. «There You Go» (Hani MFF mix) — 8:39 5. «There You Go» (Hani Mix Show edit) — 5:32 | - UK CD single 1. «There You Go» (album version) — 3:26 2. «There You Go» (Hani radio edit) — 3:33 3. «There You Go» (video) — 3:47 - UK cassette single 1. «There You Go» (album version) — 3:26 2. «There You Go» (Hani radio edit) — 3:33 3. «There You Go» (instrumental) — 3:36 |

## Чарти
| Chart (2000)                            | Peak position |
| --------------------------------------- | ------------- |
| Австралія (ARIA)                        | 2             |
| Бельгія (Ultratop Flanders)             | 22            |
| Бельгія (Ultratip Wallonia)             | 3             |
| Canada Top Singles (RPM)                | 6             |
| Canada (Nielsen SoundScan)              | 1             |
| Europe (European Hot 100 Singles)       | 25            |
| Німеччина (Media Control AG)            | 65            |
| Iceland (Íslenski Listinn Topp 40)      | 10            |
| Ірландія (IRMA)                         | 19            |
| Нідерланди (Dutch Top 40)               | 8             |
| Нідерланди (Mega Single Top 100)        | 10            |
| Нова Зеландія (RIANZ)                   | 6             |
| Poland Airplay (Music & Media)          | 6             |
| Шотландія (Official Charts Company)     | 16            |
| Швеція (Sverigetopplistan)              | 26            |
| Швейцарія (Media Control AG)            | 37            |
| Велика Британія (UK Singles Chart)      | 6             |
| Велика Британія (UK R&B Chart)          | 2             |
| США (Billboard Hot 100)                 | 7             |
| США (Hot Dance Club Songs) (Billboard)  | 2             |
| США (Hot R&B/Hip-Hop Songs) (Billboard) | 15            |
| США (Mainstream Top 40) (Billboard)     | 2             |
| США (Rhythmic) (Billboard)              | 4             |

| Chart (2000)                         | Position |
| ------------------------------------ | -------- |
| Australia (ARIA)                     | 41       |
| Belgium (Ultratop 50 Flanders)       | 97       |
| Iceland (Íslenski Listinn Topp 40)   | 40       |
| Netherlands (Dutch Top 40)           | 74       |
| New Zealand (Recorded Music NZ)      | 14       |
| US Billboard Hot 100                 | 16       |
| US Hot R&B/Hip-Hop Songs (Billboard) | 86       |

## Сертифікації
| Регіон | Сертифікація | Продажі |
| --- | ------------ | ------- |
| Австралія (ARIA) | Платиновий   | 70 000^ |
| Нова Зеландія (RIANZ) | Золотий      | 5000*   |
| Велика Британія (BPI) | Срібний      | 200 000 |
| США (RIAA) | Золотий      | 600,000 |
| *продажі, що базуються лише на сертифікаціях · ^відвантаження, що базуються лише на сертифікаціях · продажі+прослуховування, що базуються лише на сертифікаціях |              |         |